# Atmosfera di Saturno
L'atmosfera di Saturno, molto simile a quella di Giove, è composta principalmente di idrogeno ed elio; quella di Saturno contiene tuttavia una percentuale di idrogeno leggermente maggiore, oltre ad una quantità di fosforo ed arsenico circa 10 volte superiore.

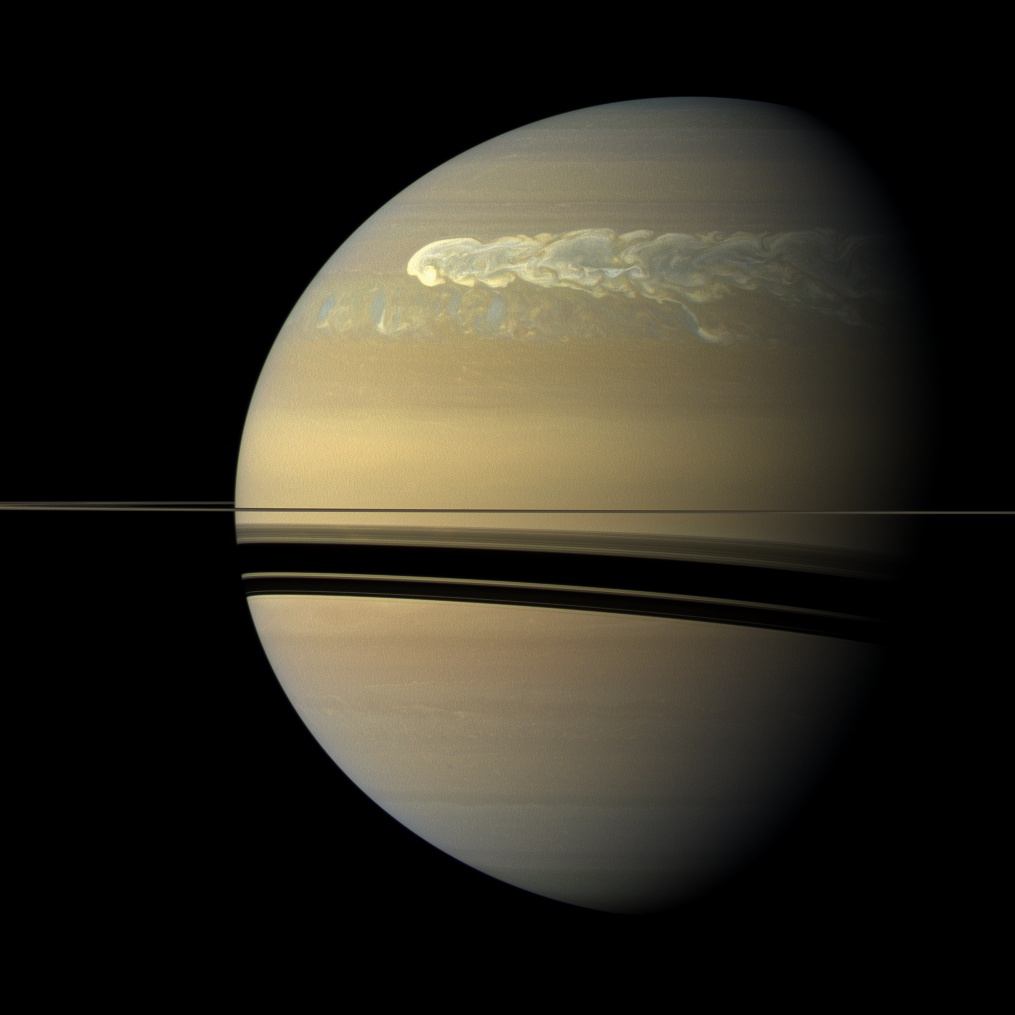
Una gigantesca tempesta nell'emisfero nord di Saturno, fotografata all'inizio del 2011 dalla sonda Cassini (Foto:NASA).

Anche nel caso di Saturno, come per Giove, è stato possibile individuare tramite la spettroscopia agli infrarossi la presenza di concentrazioni infinitesimali di monossido di carbonio, fosfina, idruro di germanio ed arsina. Forse questi composti chimici, che normalmente non potrebbero esistere in un'atmosfera a base di idrogeno ed elio, si originano in reazioni chimiche sconosciute e sono poi spinti fino al livello atmosferico visibile del pianeta da forti moti convettivi.
Una sostanziale differenza fra le atmosfere di Giove e Saturno è la presenza di bande chiare e scure, specialmente presso l'equatore, molto evidenti nel primo ma estremamente soffuse e poco contrastate nell'altro. Il motivo è probabilmente la minore temperatura atmosferica di Saturno (130 K nell'alta atmosfera), che favorisce la formazione di nubi ad una profondità maggiore rispetto a Giove.
Ciononostante l'atmosfera saturniana è percorsa da venti fortissimi, che soffiano fino a 1000 km/h presso l'equatore. Sono inoltre presenti cicloni, soprattutto alle alte latitudini, dalla durata relativamente breve e dalle dimensioni massime di circa 1200 km.
Saturno, come altri pianeti giganti, ha una temperatura degli strati alti dell'atmosfera superiore a quanto dovrebbe essere secondo i calcoli teorici. Per molto tempo si è pensato che la ionosfera potesse favorire il riscaldamento del pianeta ma simulazioni numeriche eseguite da ricercatori dell'University College di Londra in collaborazione con ricercatori della Boston University hanno stimato che la ionosfera dovrebbe in realtà raffreddare il pianeta, quindi la spiegazione di questo fenomeno al momento è sconosciuta.
Studi basati sulle osservazioni della sonda Cassini hanno evidenziato una ciclicità della temperatura e della direzione dei venti, simile a quella che avviene sulla terra ogni due anni. Tale periodicità climatologica, che avviene all'altezza della fascia atmosferica tropicale, è fortemente perturbata da eventi atmosferici quali la grande tempesta settentrionale, che avvengono lontani dalla linea equatoriale e che presentano le stesse dinamiche che sulla Terra sono correlate alle teleconnessioni atmosferiche.